# 石川河 (渭河)
石川河是中華人民共和國陝西省關中平原的一條河流，為渭河北側支流，全長144公里，流域面積4585平方公里，發源地為陝西省宜君縣，途徑銅川市、耀縣、富平縣、三原縣、涇陽縣、淳化縣，在臨潼區交口鎮注入渭河。